# Tempel van Castor en Pollux
De Tempel van Castor en Pollux (Latijn:Aedes Castoris) was een tempel gewijd aan de uit de Griekse mythologie afkomstige tweeling Castor en Pollux in het oude Rome. Het heiligdom staat ook bekend als de Tempel van de Dioscuren.

## Geschiedenis
De verering van de Castor en Pollux in Rome ontstond onder invloed van de Grieken in Magna Graecia. De Tempel van Castor en Pollux is een van de oudste tempels in Rome. De dictator Aulus Postumius Albus Regillensis beloofde de bouw van de tempel aan Castor en Pollux in ruil voor hun steun in de Slag bij het Meer van Regillus in 495 v.Chr. Volgens de overlevering verscheen de goddelijke tweeling als ruiters in de strijd, die vervolgens werd gewonnen door de Romeinen. Na de overwinning verschenen Castor en Pollux nogmaals, nu in Rome bij de Bron van Juturna, waar ze de overwinning verkondigden. De tempel werd vervolgens op deze plaats gebouwd en in 484 v.Chr. ingewijd door consul Aulus Postumius Albus Regillensis, de zoon van de dictator.
De oorspronkelijke tempel werd in 117 v.Chr. volledig herbouwd en vergroot door Lucius Caecilius Metellus Dalmaticus, na zijn overwinning op de Dalmatiërs. Een nieuwe restauratie volgde in 73 v.Chr. door Gaius Verres. Deze tempel ging in 14 v.Chr. verloren bij een brand die veel gebouwen op het Forum Romanum verwoestte. Alleen het podium bleef behouden.
Op het oudere podium werd de Tempel van Castor en Pollux vervolgens herbouwd door Tiberius, de later keizer, en in 6 n.Chr. weer ingewijd. De restanten van de tempel die tegenwoordig nog zichtbaar zijn, zijn afkomstig van deze tempel. In de 4e eeuw werd een grote muur gebouwd, naast de toen waarschijnlijk in slechte staat verkerende tempel.
Tijdens de Romeinse Republiek fungeerde de tempel ook als vergaderzaal voor de Senaat. Vanaf het midden van de 2e eeuw v.Chr. diende het verhoogde podium van de tempel ook als podium voor publieke sprekers. In de keizerlijke periode was hier het kantoor voor gewichten en meeteenheden gevestigd. Daarnaast was het een opslagruimte voor de staatsbank.

## Latere geschiedenis
Van de verdere geschiedenis is vrijwel niets bekend, maar in of kort na de middeleeuwen moet de tempel een ruïne zijn geworden en vrijwel alle stenen en zuilen zijn daarna verwijderd om elders als bouwmaterialen voor nieuwe bouwwerken te kunnen worden hergebruikt. Toch is de Tempel van Castor en Pollux een van de weinige bouwwerken die nooit helemaal zijn verdwenen op het Forum Romanum. Drie zuilen van de oostelijke zijde bleven altijd overeind staan, terwijl vrijwel alle gebouwen op het forum onder een metersdikke laag aarde waren verdwenen. In de 15e eeuw werd de straat die voor de tempel langs liep dan ook Via Trium Columnarum (straat van de drie zuilen) genoemd. In 1760 moesten de drie zuilen gestut worden omdat ze op instorten stonden.
Tijdens opgravingen in de 19e eeuw werd het podium weer blootgelegd. Alleen de betonnen kern is bewaard gebleven. Oorspronkelijk was het bekleed met marmeren en tufstenen platen. Samen met de drie zuilen en een deel van het hoofdgestel vormt dit het bovengrondse restant van de tempel.

## Architectuur

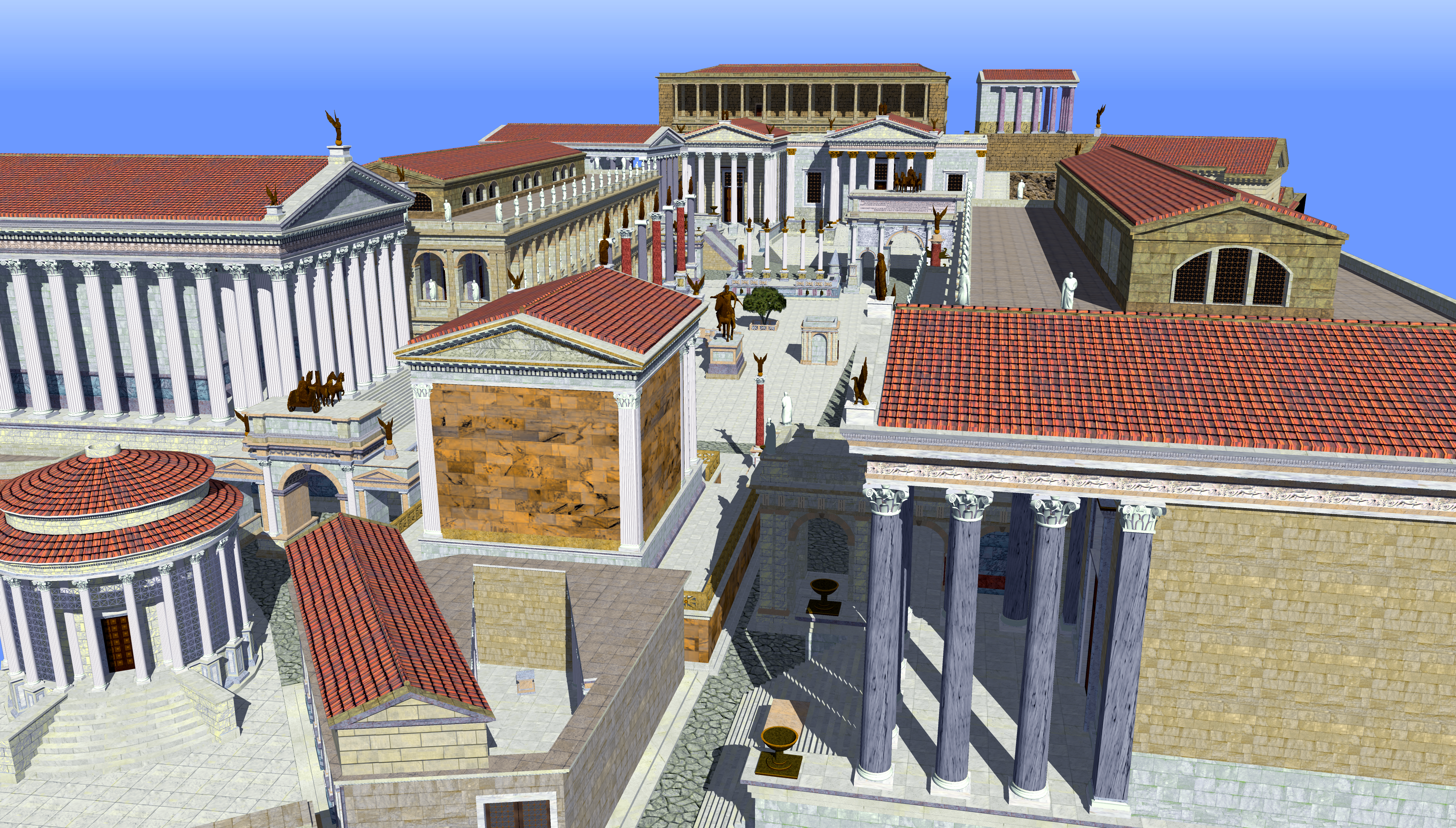
Reconstructie van het Forum Romanum, met linksboven de Tempel van Castor en Pollux

Bij opgravingen zijn de restanten van de oorspronkelijke tempel uit de 5e eeuw teruggevonden. Deze tempel had drie cella's en stond op een stenen podium. De tempel was versierd met terracotta decoraties.
De tempel van Tiberius was een peripteros in de korinthische orde met een octostyle porticus. Er waren 8 zuilen aan de voorzijde en 11 aan de lange zijde. De cella was versierd met mozaïeken. Het podium mat 32 bij 49,5 meter en was bijna 7 meter hoog. De tempel zelf was onder 20 bij 49,5 meter. De witmarmeren zuilen zijn 12,5 meter hoog. Oorspronkelijk kon het podium bereikt worden via twee trappen aan beide lange zijden, maar deze werden aan het begin van de 3e eeuw vervangen door een enkele grote trap aan de voorzijde.

## Tempel op het Marsveld
Op het Marsveld werd rond 100 v.Chr. een tweede tempel voor Castor en Pollux gebouwd. De grote beelden van Castor en Pollux die sinds de 16e eeuw op de Piazza del Campidoglio staan, zijn waarschijnlijk afkomstig uit deze tempel.